# Audan Merki
Der Audan Merki (kasachisch Меркі ауданы Merki audany, russisch Меркенский район Merkenski rajon) ist ein Bezirk im Gebiet Schambyl in Kasachstan.

## Geografie
Der Audan Merki grenzt im Norden an den Audan Mojynqum, im Osten an den Audan Schu und im Westen an den Audan Turar Rysqulow. Im Süden grenzt er in Kirgisistan an den Oblus Tschüi und den Oblus Talas. Die Landschaft des Bezirks ist im südlichen Teil gebirgig mit bis zu 4000 Meter hohen Gipfeln des Kirgisischen Gebirges. Der nördliche Teil ist geprägt durch die Sandwüste Mujunkum. Am Nordhang des Kirgisischen Gebirges entspringen viele kleine Flüsse, die alle in den Kuragaty münden. Davon sind die Flüsse Aspara und Merki die größten Flüsse im südlichen Teil des Bezirks. In diesem Teil des Bezirks wird intensiv Landwirtschaft betrieben, das Wasser der Flüsse wird zur Bewässerung der Anbauflächen genutzt. In der Nähe von Merki endet außerdem der westliche Große Tschüi-Kanal, ein Bewässerungskanal, der Wasser aus dem Tschüi transportiert.

## Bevölkerung
Bei der Volkszählung 1999 hatte der Audan Merki 73.698 Einwohner. Die Volkszählung 2009 ergab für den Bezirk eine Einwohnerzahl von 76.753. Bei der letzten Volkszählung 2021 lebten 87.864 Menschen im Audan Merki. Die Fortschreibung der Bevölkerungszahl ergab zum 1. Januar 2025 eine Einwohnerzahl von 88.276.
| Einwohnerentwicklung               | Einwohnerentwicklung | Einwohnerentwicklung | Einwohnerentwicklung | Einwohnerentwicklung | Einwohnerentwicklung | Einwohnerentwicklung | Einwohnerentwicklung |
| 1939                               | 1959                 | 1970                 | 1979                 | 1989                 | 1999                 | 2009                 | 2021                 |
| ---------------------------------- | -------------------- | -------------------- | -------------------- | -------------------- | -------------------- | -------------------- | -------------------- |
| 40.556                             | 54.438               | 69.464               | 73.644               | 76.679               | 73.698               | 76.753               | 87.864               |
| Anmerkung: Volkszählungsergebnisse |                      |                      |                      |                      |                      |                      |                      |

## Verwaltungsgliederung
Der Audan Merki ist in 14 ländliche Bezirke (kasachisch Ауылдық округ Auyldyq okrug; russisch Сельский округ Selski okrug) gegliedert (Stand: 2021).
| Ländlicher Kreis | Einwohner | Einwohner | Orte                                                                    |
| Ländlicher Kreis | 2009      | 2021      | Orte                                                                    |
| ---------------- | --------- | --------- | ----------------------------------------------------------------------- |
| Andas batyr      | 8.155     | 9.091     | Andas batyr, Aralqyschlaq, Granitogorsk, Qysylqyschlaq, Schaldabar      |
| Aqaral           | 3.318     | 4.011     | Aqaral, Sypatai                                                         |
| Aqermen          | 1.621     | 2.253     | Altynaryq, Aqermen, Aqkös-Qainar, Kentai                                |
| Aqtoghan         | 3.392     | 3.664     | Aqtoghan, Qasaqdiqan                                                    |
| Aspara           | 1.662     | 1.596     | Aspara, Qajyngdyssai, Qumaryq                                           |
| Kenges           | 3.102     | 2.055     | Kenges, Schaughasch                                                     |
| Merki            | 13.723    | 17.303    | Merki, Merki (Dorf)                                                     |
| Oital            | 9.861     | 11.629    | Machanda, Merki, Oital                                                  |
| Sarymoldajew     | 10.486    | 13.575    | Jekpindi, Oital, Sarymoldajew                                           |
| Schambyl         | 9.688     | 10.775    | Malscharuaschylyghy Basassy, Plodowojagodnoje, Schambyl, Turlybai batyr |
| Schangatoghan    | 3.509     | 3.502     | Myngqasan, Qostoghan, Qysylsai                                          |
| Surat            | 2.500     | 2.618     | Aqqainar, Surat, Teskentoghan                                           |
| Tätti            | 2.630     | 2.076     | Aq Schol, Belaryq, Qarassu, Tassötkel, Tätti, Tätti, Schemen            |
| Turar Ryskulow   | 3.106     | 3.716     | Internazionalnoje, Turar Ryskulow                                       |